# Route départementale 8 (Puy-de-Dôme)
Pour les articles homonymes, voir Route départementale 8.
La route départementale 8, ou RD 8, est une route départementale du Puy-de-Dôme reliant Lempdes à Saint-Amant-Tallende.

## Descriptif
La RD 8 passe par l’est puis par le sud de l’agglomération de Clermont-Ferrand. Avant Cournon-d'Auvergne, elle est remplacée par la route départementale 52.
http://www.openstreetmap.org/browse/relation/1853766

## Communes
- Lempdes
- Cournon-d'Auvergne
- Le Cendre
- Les Martres-de-Veyre

- Tallende
- Saint-Amant-Tallende
- Saint-Saturnin, où elle rejoint la RD 213

## Trafic
- Le Cendre 5 181 véhicules par jour, moyenne 2006[1].

## Galerie

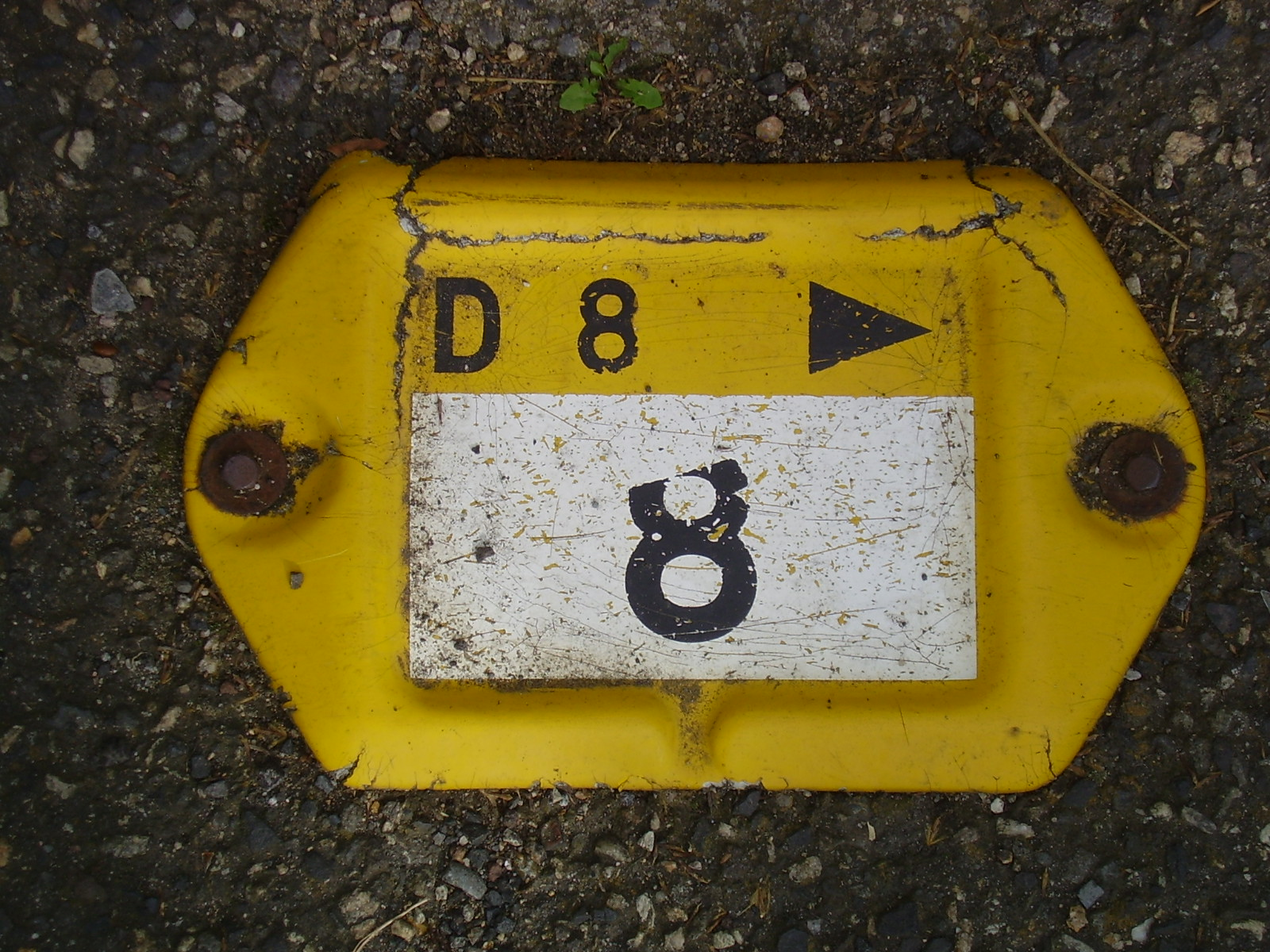
La RD 8, kilomètre 8, borne clouée au sol.